# Sigismund von Förster (General, 1887)
Sigismund von Förster (* 23. Juni 1887 in Alsen, Kreis Sonderburg; † 12. Januar 1959 in Bremen) war ein deutscher Offizier und zuletzt General der Infanterie.

## Leben
Sigismund von Förster, Sohn des Generals der Infanterie Sigismund von Förster (1856–1934), trat nach seiner Kadettenausbildung am 28. Februar 1907 als Fähnrich in die Königlich Preußische Armee ein und wurde daraufhin zum Infanterie-Regiment „Graf Bose“ (1. Thüringisches) Nr. 31 versetzt. Dort erfolgte am 27. Januar 1908 seine Beförderung zum Leutnant befördert, wobei das Offizierspatent auf den 22. Juni 1906 zurück datiert wurde. Daraufhin wurde er zum Bataillonsadjutant ernannt. Zu Beginn des Ersten Weltkrieges wurde er als Regimentsadjutant vom Reserve-Infanterie-Regiment Nr. 31 an die Front versetzt und in dieser Verwendung am 18. Dezember 1915 zum Hauptmann befördert. Ende 1916 erfolgte seine Versetzung in den Generalstab und übernahm bis zum Kriegsende Funktionen in verschiedenen Generalstäben. Für seine Verdienste im Ersten Weltkrieg wurde er unter anderem mit dem Eisernen Kreuz Zweiter Klasse, dem Eisernen Kreuz Erster Klasse und dem Ritterkreuz des Königlichen Hausordens von Hohenzollern ausgezeichnet. 
Nach dem Ende des Ersten Weltkrieges wurde von Förster in das Reichsheer der Reichswehr übernommen und fand in der Zwischenkriegszeit zahlreiche Verwendungen. Er versah zunächst Dienst als Abwehroffizier im Reichswehr-Gruppenkommando 1 in Berlin und nach einer Abkommandierung in der Luftfahrt-Friedens-Kommission, der sogenannten Luftfriko. Bei der Bildung des 100.000-Mann-Heeres kam er dann als Generalstabsoffizier zum Stab der 1. Division der Reichswehr in Königsberg. Im Herbst 1923 wurde er Chef der 2. Kompanie des dortigen 1. (Preußischen) Infanterie-Regiments. Am 1. April 1926 wurde er dann in den Generalstab des Artillerieführers II der 2. Reichswehr-Division nach Stettin versetzt, wo am 1. Februar 1927 seine Beförderung zum Major erfolgte. Als solcher wurde er am 1. Februar 1928 in den Stab des Infanterieführers III der 3. Reichswehr-Division nach Potsdam versetzt und übernahm am 1. Oktober 1930 den Posten als Kommandeur des I. Bataillons des 5. (Preußischen) Infanterie-Regiments in Stettin. In dieser Funktion erfolgte am 1. März 1931 auch seine Beförderung zum Oberstleutnant befördert. Nach Beendigung des Kommandos in Stettin wurde er am 1. Oktober 1932 Stadtkommandant von Deutsch-Krone und in dieser Verwendung am 1. Oktober 1933 zum Oberst befördert, woraufhin er 1934 automatisch zum Kommandeur vom Grenzschutz-Abschnittskommando Deutsch-Krone wurde. 
Am 15. Oktober 1935 wurde von Förster durch die erneute Umbenennung seines Stabes zum Kommandeur der Heeresdienststelle 2 ernannt und übernahm im Anschluss am 1. Januar 1936 den Posten als Wehrersatzinspekteur Erfurt, wobei er auf diesem Posten am 1. August 1936 zum Generalmajor befördert wurde. Nach seiner Beförderung zum Generalleutnant am 1. April 1938 wurde er an diesem Tag als Nachfolger von Generalleutnant Werner Kienitz mit der Führung der 24. Infanterie-Division in Chemnitz beauftragt. Wenige Monate später löste er im Herbst 1938 Generalleutnant Fritz Kühne als Kommandeur der 26. Infanterie-Division in Köln ab und nahm mit dieser Division zu Beginn des Zweiten Weltkrieges während des Westfeldzuges Stellungen im Westen ein, wofür er mit beiden Spangen zu seinen Eisernen Kreuzen verliehen wurden. 
Mitte Januar 1941 wurde er als Nachfolger von Generalleutnant Walter Weiß zum Kommandeur der 97. leichten Infanterie-Division ernannt, wurde aber nach nur drei Monaten im April 1941 von Generalmajor Maximilian Fretter-Pico abgelöst. Er selbst wurde zunächst in die Führerreserve versetzt, ehe er im Sommer 1941 in den Stab des Befehlshabers des Rückwärtiges Heeresgebiet Süd, General Karl von Roques, versetzt wurde. Am 1. Oktober 1941 wurde er Kommandant des Rückwärtigen Armeegebietes 550 (Korück 550) ernannt und behielt dieses Kommando bis zum 20. November 1942, woraufhin er Kommandierender General des Kommandostabes zur besonderen Verwendung, des sogenannten Generalkommandos Förster, bei der 17. Armee an der Ostfront ernannt wurde. Anfang 1943 wurde er durch die Umbenennung des Stabes zum Kommandant von Taman sowie durch eine erneute Umbenennung Anfang Februar 1943 zum Befehlshaber Straße von Kertsch ernannt. 
Am 1. Mai 1943 wurde Sigismund von Förster schließlich zum General der Infanterie befördert und zugleich zum Befehlshaber von Westtaurien ernannt. Am 22. Juli 1943 wurde ihm das Deutsche Kreuz in Gold verliehen. Durch eine abermalige Umbenennung des Stabes wurde er am 13. Februar 1944 Kommandierender General des LXXII. Armeekorps zur besonderen Verwendung ernannt und bekleidete diese Funktion bis September 1944, woraufhin er erneut in die Führerreserve versetzt wurde. Bereits Ende September 1944 wurde er jedoch Kommandierender General des Höheren Kommandos Niederrhein und geriet schließlich Ende April 1945 geriet er dann in Kriegsgefangenschaft, aus der er 1947 wieder entlassen wurde.